# 許瑄
許瑄（1512年—？），字伯溫，福建泉州府晉江縣人，匠籍，明朝政治人物。

## 生平
嘉靖十六年（1537年）丁酉科福建鄉試第八十三名舉人。嘉靖十七年（1538年）中式戊戌科會試第一百八十八名，登第三甲第一百五十四名進士。官中书舍人。

## 家族
曾祖許舜謙；祖父許成高；父許元明，母鄭氏。慈侍下。兄璘、弟璥。